# 聖羅莎島 (佛羅里達州)
聖羅莎島是一個40英里（64公里）的小島，位於美國佛羅里達州，距離阿拉巴馬州邊界以東50公里。位於島上的海灘有彭薩科拉海灘和納瓦拉海灘。
該島的部分地區受到保護，不受海灣國家海岸的發展。聖羅莎島被認為是現在是美國大陸最早的歐洲定居點。

## 歷史
聖羅莎島由西班牙征服者在大約1519年開始探索。多年後，Tristan de Luna領導的考察隊於1559年8月從維拉克魯斯（新西班牙）抵達，找到解決辦法。該地區的西班牙定居點在1561年被放棄，受到風暴的損害，缺乏糧食導致飢荒，以及與彭薩科拉當地人的衝突。

考慮到皮特森堡已經過時了，美國戰爭部隊在1929年將聖羅莎島以1萬美元的價格賣給佛羅里達州的埃斯坎比亞縣。十年之後，該郡將該島返回聯邦政府，期望它將發展成為保護皮特森堡遺蹟的美國國家紀念碑。堡壘和其他地區現在保留在海灣國家海岸。